# Rhynchostegium subspeciosum
Rhynchostegium subspeciosum är en bladmossart som beskrevs av C. Müller 1897. Rhynchostegium subspeciosum ingår i släktet näbbmossor, och familjen Brachytheciaceae. Inga underarter finns listade i Catalogue of Life.